# Kudoa leiostomi
Kudoa leiostomi is een microscopische parasiet uit de familie Kudoidae. Kudoa leiostomi werd in 1994 beschreven door Dyková, Lom & Overstreet. 